# Colonia Videla
Colonia Videla es una comuna situada en la Pedanía Impira del departamento Río Segundo, provincia de Córdoba, Argentina.
Se encuentra situada a 16 km de Oncativo sobre un camino consolidado de tierra, y a 99 km de la ciudad de Córdoba.
Se ubica en el centro de la llanura oriental, rodeada de campos fértiles para la siembra y la cría de animales, siendo la agricultura y la ganadería su principal actividad económica.

## Población
Cuenta con 94 habitantes (Indec, 2022), lo que representa un incremento del 8% frente a los 88 habitantes (Indec, 2010) del censo anterior.
| Gráfica de evolución demográfica de Colonia Videla entre 2011 y 2022 |
|                                                                      |
| Fuente: Censos nacionales del INDEC                                  |